# فاطمه عنایت
فاطمه عنایت (زادهٔ ۱۳۷۹ در کاشان) بازیکن تیم ملی والیبال زنان ایران است. او عضو باشگاه باریج اسانس کاشان است.
او از سال ۱۳۸۸ به رشتهٔ والیبال روی آورد. صدیقه اشتری و الهه ملکیان از مربیان وی بوده‌اند. او در سال ۱۳۹۴ به تیم ملی والیبال نوجوانان ایران دعوت شد. فاطمه عنایت در سال ۱۳۹۶ به عنوان «کامل‌ترین بازیکن مسابقات والیبال قهرمانی جوانان دختر کشور» انتخاب شد. او در سال ۱۳۹۷ به همراه تیم والیبال دختران باشگاه فرهنگی ورزشی باریج اسانس کاشان، قهرمان مسابقات والیبال جام باشگاه‌های بانوان ایران شد.
وی در لیگ ۱۳۹۷ به همراه تیم ذوب‌آهن اصفهان به مقام قهرمانی والیبال زنان باشگاه‌های ایران رسید. فاطمه عضو تیم ملی جوانان در مسابقات قهرمانی آسیا در ویتنام بود.
او در رقابت‌های انتخابی المپیک ۲۰۲۰ توکیو نیز حضور داشت.